# Palm desert-scenen
Palm desert-scenen är ett kollektiv av musiker och band aktiva i och runt staden Palm Desert i Kalifornien. Deras rockmusik som brukar kallas Desert Rock, sträcker sig över många stilar och genrer såsom stonerrock, blues, heavy metal, psykedelisk rock med mera.
Desertrocken växte fram under 1990-talet och bland banden återfinns bland annat stonerrockbandet Kyuss, grundat av Josh Homme som anses som en av nyckelpersonerna inom desertrocken.

## Musiker
- Alain Johannes
- Brant Bjork
- Dave Catching
- Tony Tornay
- Larry Lalli
- Fred Drake
- John Garcia
- Chris Goss
- Alfredo Hernández
- Scott Reeder
- Josh Homme
- Eddie Glass
- Scott Hill
- Nick Oliveri
- Jesse Hughes
- Pete Stahl
- Gene Trautmann
- Mario Lalli
- Gary Arce
- Giovanni Pirozzi
- Brian O'Connor
- Steve Mahanahan
- Joey Castillo